# 勝福寺 (小田原市)

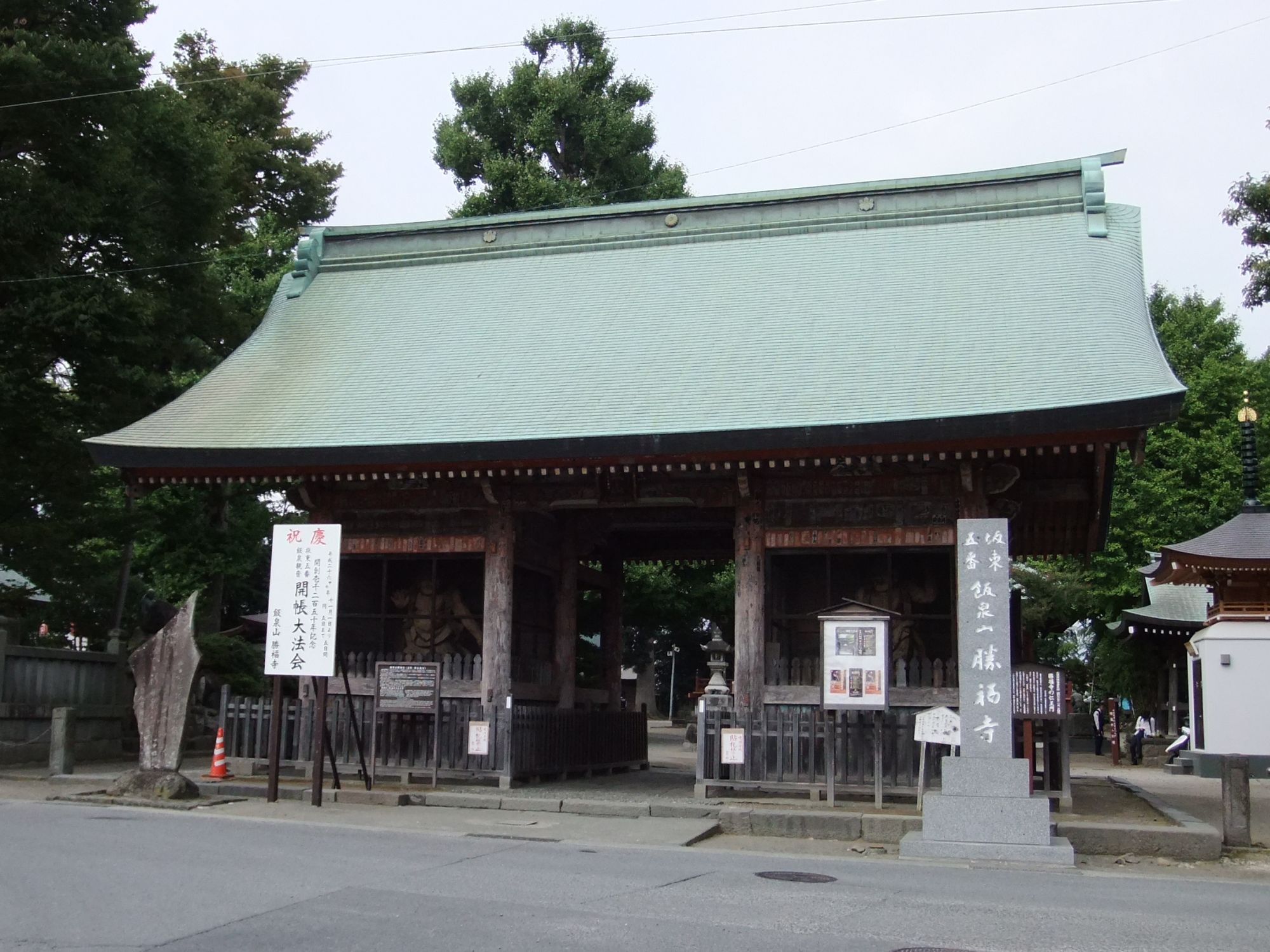
仁王門

二宮金次郎初発願の像

勝福寺（しょうふくじ）は、神奈川県小田原市飯泉にある真言宗東寺派の寺院。山号は飯泉山。本尊は十一面観世音菩薩で、坂東三十三観音第5番札所である。飯泉観音（いいずみかんのん）とも称される。
本尊真言：おん まか きゃろにきゃ そわか
ご詠歌：かなはねばたすけたまえと祈る身の 船に宝をつむはいいづみ

## 歴史
この寺は、奈良時代孝謙上皇の信頼を得たが、上皇の没後下野国薬師寺に左遷されることとなった僧道鏡が下野国へ赴く途中、上皇から賜った十一面観音を相模国足柄下郡千代村に堂宇を建立して安置したのに始まると伝えられる。この観音像は、唐からの僧鑑真が請来したものと伝えられ、当初は補陀落山と号し、道鏡の出身である弓削氏の氏寺であったという。平安時代の830年（天長7年）現在地に移ったとされ、室町時代に現在の勝福寺と号するようになり、後北条氏の帰依を得た。なお、この寺には曾我兄弟（曾我祐成・時致）が仇討ちの際に日参して成就したことや、二宮尊徳が14歳の時、旅僧の訓読する観音経を聞いて発心したという伝説が残されている。

## 文化財
- 神奈川県指定文化財
  - 本堂
  - 勝福寺の十一面観音立像
- 神奈川県指定天然記念物
  - 大イチョウ
  - 勝福寺と八幡神社境内の樹叢
- 小田原市指定文化財
  - 仁王門
  - 銅鐘
  - 青銅水蜂

## 所在地
- 神奈川県小田原市飯泉1143

## 交通
- 小田原駅から、富士急湘南バス小11・12・14系統新松田駅行・小15系統下曽我駅行・小19系統山北駅行にて、飯泉観音下車徒歩1分
- 鴨宮駅（東海道線 (JR東日本)）から徒歩25分

## 前後の札所
坂東三十三観音
4 長谷寺 (鎌倉市)　--　5 勝福寺　--　6 長谷寺 (厚木市)